# Wilhelm Kube

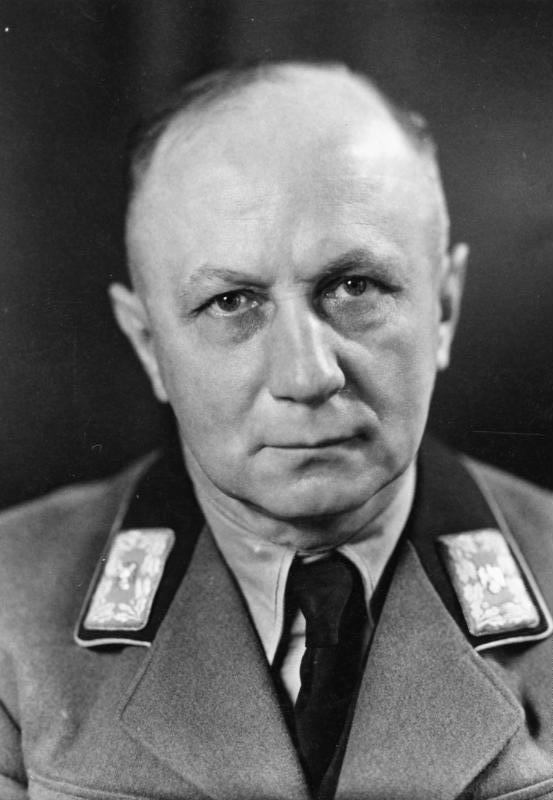
Wilhelm Kube (September 1942)

Richard Paul Wilhelm Kube (* 13. November 1887 in Glogau; † 22. September 1943 in Minsk) war Oberpräsident von Brandenburg-Berlin, Gauleiter von Brandenburg und Generalkommissar für Weißrussland in Minsk.

## Leben

### Deutsches Kaiserreich
Wilhelm Kube war der Sohn des Steuererhebers Richard Kube und dessen Frau Ida, geb. Kadach. Er wuchs in Berlin auf und besuchte das Gymnasium zum Grauen Kloster, an dem er sich mit antisemitischen Äußerungen hervortat. Kube studierte von 1908 bis 1912 Geschichte, Staatswissenschaften und Theologie an der Berliner Friedrich-Wilhelms-Universität. 1911 erhielt er dort ein von der jüdischen Moses-Mendelssohn-Stiftung ausgesetztes Stipendium. Gleichzeitig wurde er Mitbegründer und Führer des antisemitischen Deutschvölkischen Studentenverbands sowie Mitglied im VDSt Berlin im Verband der Vereine Deutscher Studenten. 1912 wurde er Vorsitzender des Völkischen Akademikerverbandes. Im Jahr 1917 wurde er wegen seiner Parteiarbeit als Generalsekretär für die Deutschkonservative Partei in Schlesien nach wenigen Wochen Kasernendienst vom Wehrdienst zurückgestellt. Er arbeitete nach dem Studium als Journalist bei verschiedenen konservativen Blättern.

### Weimarer Republik
Kube trat 1919 der DNVP bei und gehörte zu den Gründern ihres Jugendverbandes, der antisemitisch-völkischen Bismarckjugend, deren Reichsführer er 1922 auch wurde. 1920 wurde er Generalsekretär des Berliner Landesverbandes der DNVP und saß von 1922 bis 1923 für sie in der Berliner Stadtverordnetenversammlung. Im September 1923 verließ er die DNVP, die ihm nicht kämpferisch genug erschien. 1920 hatte Kube das Trauerspiel Totila veröffentlicht, das aber erst in den ersten Jahren der NS-Diktatur ab 1933 aufgeführt werden sollte.
1924 schloss sich Kube der DVFP, einer Ersatzorganisation der verbotenen NSDAP, an. Im Mai 1924 wurde er für die Nationalsozialistische Freiheitspartei, eine weitere Ersatzorganisation, in den Reichstag gewählt. In der DVFP-Nachfolgeorganisation Deutschvölkische Freiheitsbewegung (DVFB) war Kube ab 1926 Reichsgeschäftsführer und Gauleiter für Berlin. Er trat dort aus, nachdem ein „Ehrengericht“ seinen Ausschluss gefordert hatte.
Einer von Kube gegründeten Völkischsozialen Arbeitsgemeinschaft schlossen sich etliche DVFB-Mitglieder aus Nord- und Ostdeutschland an. Zum 1. Dezember 1927 trat Kube der NSDAP bei (Mitgliedsnummer 71.682). 1928 wurde er Gauleiter der NSDAP im Gau Ostmark, der nach der Vereinigung mit dem Gau Brandenburg im Mai 1933 Gau Kurmark hieß. 1939 wurde dieser nach weiteren Zuwächsen in Gau Mark Brandenburg umbenannt. Zwischen 1928 und 1933 war Kube Mitglied und Vorsitzender der NSDAP-Fraktion im Preußischen Landtag. Im Jahr 1932 wurde er Kirchenvorsteher der Berliner Gethsemanegemeinde und der Kreissynode Berlin-Stadt III sowie Mitbegründer der nazistischen Glaubensbewegung Deutsche Christen.

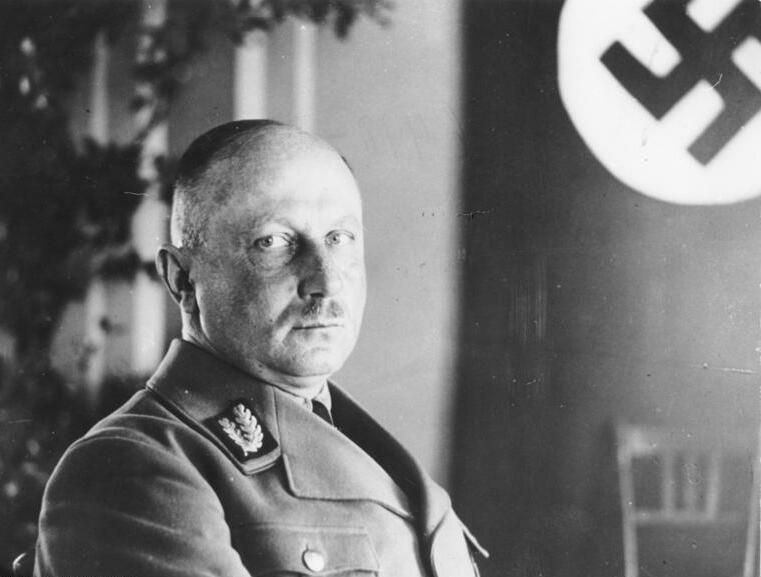
Wilhelm Kube, 1933

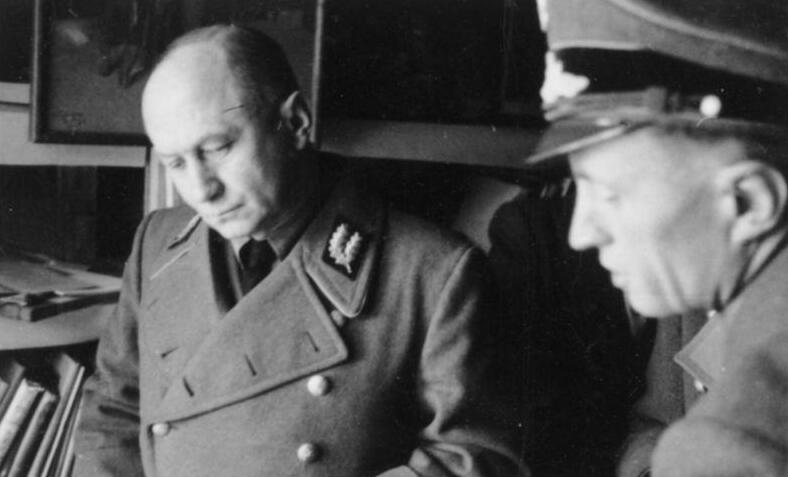
Generalkommissar Kube (links) in der „Hauptarbeitsgruppe Ostland“ des Einsatzstabs Reichsleiter Rosenberg (Dezember 1942)

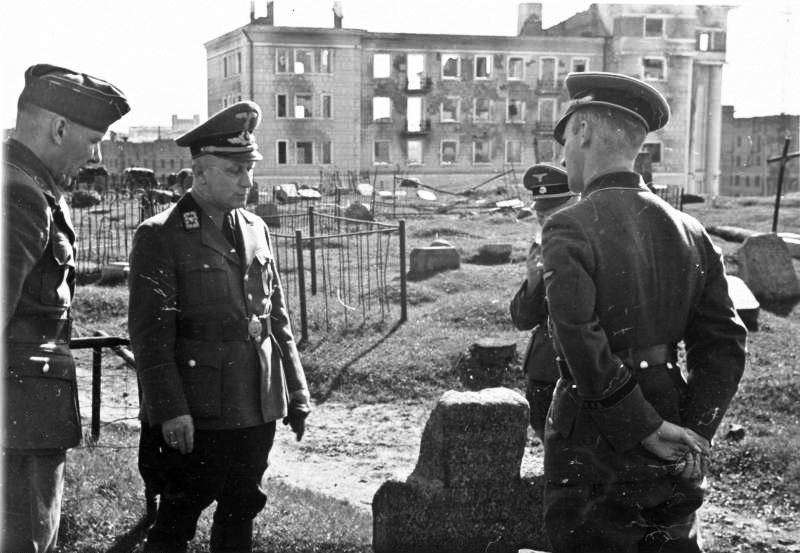
Wilhelm Kube auf dem polnischen Friedhof in Minsk, 1943

### Nationalsozialismus

#### Eintritt in die SS
Nach der Machtübergabe an die NSDAP und ihre Bündnispartner 1933 wurde Kube zum Oberpräsidenten von Brandenburg-Berlin ernannt. Diese Position übernahm er auch interimsweise für Posen-Westpreußen. Beide Ämter übte er bis 1936 aus.
Zwischen 1933 und Januar 1935 übernahm Kube zusätzlich die Leitung des NS-Kyffhäuser-Verbands Deutscher Studenten und erklärte zudem 1933 seinen Eintritt in die SS (SS-Nr. 114.771). Im Jahr 1933 war er Herausgeber des Almanach der nationalsozialistischen Revolution. Am 27. Januar 1934 wurde Kube ehrenhalber zum SS-Gruppenführer ernannt und der SS-Standarte 27 zugeordnet. Sein eliminatorischer Antisemitismus ist bereits für 1934 mit der Aussage zur jüdischen Minderheit dokumentiert, es müsse „der Pestträger ausgemerzt werden“.

#### Verlust aller politischen Ämter
1936 wurde Kube aller Staats- und Parteiämter enthoben, da er als außergewöhnlich korrupt galt und bereits mehrere Verfahren wegen Diebstahls, übler Nachrede und Ähnlichem anhängig waren. Als der oberste Parteirichter Walter Buch, der wie Kube ein extremer Antisemit war („Der Jude ist kein Mensch. Er ist eine Fäulniserscheinung.“), wegen Korruption gegen ihn ermittelte, behauptete Kube in einem anonymen „von jüdischen Mitbürgern“ unterzeichneten Schreiben, Buchs Frau habe „jüdisches Blut“. Als Urheber dieses Schreibens ermittelt, erklärte Kube seinen Austritt aus der Allgemeinen SS, um einem unehrenhaften Ausschluss aus der SS zu entgehen.

#### Reaktivierung Kubes
1940 wurde Kube auf Fürsprache Himmlers als SS-Angehöriger rehabilitiert und als Rottenführer im KZ Dachau eingesetzt. Nach dem deutschen Überfall auf die Sowjetunion wurde er am 17. Juli 1941 zum Generalkommissar für den Generalbezirk Weißruthenien in Minsk ernannt. Am 31. August übernahm er das Kommando von Generalleutnant Walter Braemer.
Kube versuchte, in belarussischen nationalistisch und antikommunistisch eingestellten Bevölkerungsgruppen Kollaborateure zu finden. Er bezeichnete die „weißruthenische“ Bevölkerung als ein „gesundes Bauernvolk“ und verhieß ihr unter der NS-Herrschaft eine „Auferstehung des weißruthenischen Volksbewusstseins“. In der NS-Propaganda waren „Weißruthenen“ keine „Russen“. Kube etablierte in seiner Amtszeit mit dem Weißruthenischen Selbsthilfewerk und dem Weißruthenischen Jugendwerk mit der NS-Führung kollaborierende Institutionen. Sein Vertrauensmann war ab dem Juni 1942 der Exilbelarusse Iwan Jermatschenka, dem jedoch seit Beginn seiner Tätigkeit jede Verbindung zur belarussischen Bevölkerung fehlte, „eine Strohpuppe“ (Bernhard Chiari). Zur Förderung eines antisowjetischen belarussischen Nationalismus genehmigte Kube als offizielles Fahnensymbol eine weiß-rot-weiße Fahne, das Wappen „Pahonja“, das vormalige Reichs- und Hauswappen der Herrscher des Großfürstentums Litauen, und erklärte das Belarussische zur territorialen Amtssprache neben dem Deutschen.
Angesichts einer starken Partisanenbewegung im Generalkommissariat waren die Bündnisangebote an Nationalisten und Antikommunisten mit einer radikalen Repression gegen den weißrussischen Widerstand verbunden. Am 9. September 1941 veröffentlichte Kube einen Aufruf an die Bevölkerung: „Wer noch im Besitz irgendeiner Waffe oder irgendwelcher Munition gefunden wird, wird erschossen. Ebenso werden die erschossen, die von dem Vorhandensein von Waffen oder Munition wissen.“
Kube war häufig in NS-interne Machtkämpfe verwickelt. Auseinandersetzungen gab es nicht nur mit Martin Bormann und Eduard Strauch, sondern auch mit Reinhard Heydrich und Heinrich Himmler.

#### Beteiligung am Holocaust
Kube war am Holocaust beteiligt, stellte sich allerdings zunächst gegen die geplante Vernichtung von deutschen Juden in seinem Hoheitsgebiet. So schrieb er am 16. Dezember 1941 an Hinrich Lohse: „Ich bin gewiss hart und bereit, die Judenfrage mit lösen zu helfen, aber Menschen, die aus unserem Kulturkreis kommen, sind doch etwas ganz anderes als die bodenständigen vertierten Horden.“ Insbesondere beanstandete er, dass sich unter den Deportierten „alte Frontkämpfer“ und jüdische Mischlinge befanden. Als die systematischen Massenmorde an einheimischen Juden auf Drängen der Zivilverwaltung Ende März 1942 wieder aufgenommen werden sollten, legte Kube laut Protokoll „Wert darauf, daß bei der Liquidierung korrekt vorgegangen wird“.
Später appellierte er an das Reichssicherheitshauptamt und sabotierte eine Liquidierungsaktion gegen Juden des Minsker Ghettos von SS-Obersturmbannführer Eduard Strauch. Kube lehnte die Methoden Strauchs ab. Diese Art des Vorgehens sei „eines deutschen Menschen und eines Deutschlands Kants und Goethes unwürdig“. In einem Brief an Obergruppenführer Erich von dem Bach empfahl Strauch daraufhin die Entlassung Kubes. Er beschuldigte Kube, nicht zwischen Deutschen und deutschen Juden unterscheiden zu können. Er habe darauf bestanden, dass die Juden Kultur besäßen, und seine Vorliebe für Jacques Offenbach und Felix Mendelssohn Bartholdy bekundet. Einen Polizisten, der einen Juden erschossen hatte, habe er „Schwein“ genannt. Zudem habe er Juden gewarnt, als der Judenrat in Minsk dazu aufgefordert wurde, 5000 Juden zur „Aussiedlung“ bereitzustellen.
Andererseits erhob Kube offenbar keinen Einspruch gegen die Tötung arbeitsunfähiger deutscher Juden, führte im Mai 1943 einer Delegation italienischer Faschisten eine Gaskammer vor und bereicherte sich persönlich an jüdischem Besitz. Im Frühjahr 1942 befahl Kube, entgegen der Stellungnahme des SS-Obersturmführers Burkhardt, die wegen des gefrorenen Bodens in den Wintermonaten unterbrochenen Massenmorde in den Ghettos wieder aufzunehmen und begründete dies mit der Furcht vor der Ausbreitung von Seuchen in den Ghettos. In einer Anordnung vom 8. September 1942 betonte Kube, dass „dem starken Auftreten der Juden bei den Banditen [i. e. Partisanen]“ nur durch die „Säuberung des Landes von Juden“ entgegengewirkt werden könne.

#### Tod
Am 22. September 1943 wurde Kube in Minsk durch eine Bombe getötet, die die als Dienstmädchen getarnte, in seinem Haushalt tätige sowjetische Partisanin Jelena Masanik unter seinem Bett versteckt hatte.  Nach dem Anschlag übernahm der SS- und Polizeiführer Weißruthenien Curt von Gottberg kommissarisch das Amt Kubes als Generalkommissar.
Die am Kube-Anschlag Beteiligten, darunter auch Nadeschda Trojan, wurden 1943 als Helden der Sowjetunion ausgezeichnet.